# Jällsjön, Halland
Jällsjön är en sjö i Falkenbergs kommun i Halland och ingår i Ätrans huvudavrinningsområde. Sjöns area är 0,016 kvadratkilometer och den är belägen 149 meter över havet.